# شمسي ملكة العرب
كانت سمسي (شمسي) ملكة عربية سادت في الشرق الأدنى القديم، في القرن الثامن قبل الميلاد. خلفت الملكة زبيبة.[1] تغلث فلاسر الثالث (فلاسر (البابلية (بولو) ابن آشور نيراري الخامس [2], ملك آشور، وكان أول حاكم أجنبي يخضع العرب تحت سيطرته.[3][4]
كعندما تمردت سمسي ضده من خلال الانضمام إلى تحالف من قبل راخيان دمشق، هاجم فلاسر وهزم سمسي، أجبرها والتحالف على الاستسلام، ودفعت الجزية للبقاء في السلطة.[4][5]
وحكمت لمدة 20 عاما، وكانت خليفتها الملكة لاتيي، في حوالي 700 قبل الميلاد.[6]

## التاريخ
الأخبار الآشورية في ذلك الوقت تصف الملكة سمسي كحاكمة قوية التي كانت جريئة بما يكفي لمواجهة الملوك الآشوريين في (730 - 720). وذكرت أنها وغيرها كحكام من مناطق بعيدة إلى الغرب من آشور الذين كانوا على بينة من الملوك الآشوريين، وكانت معهم في تجارة التوابل

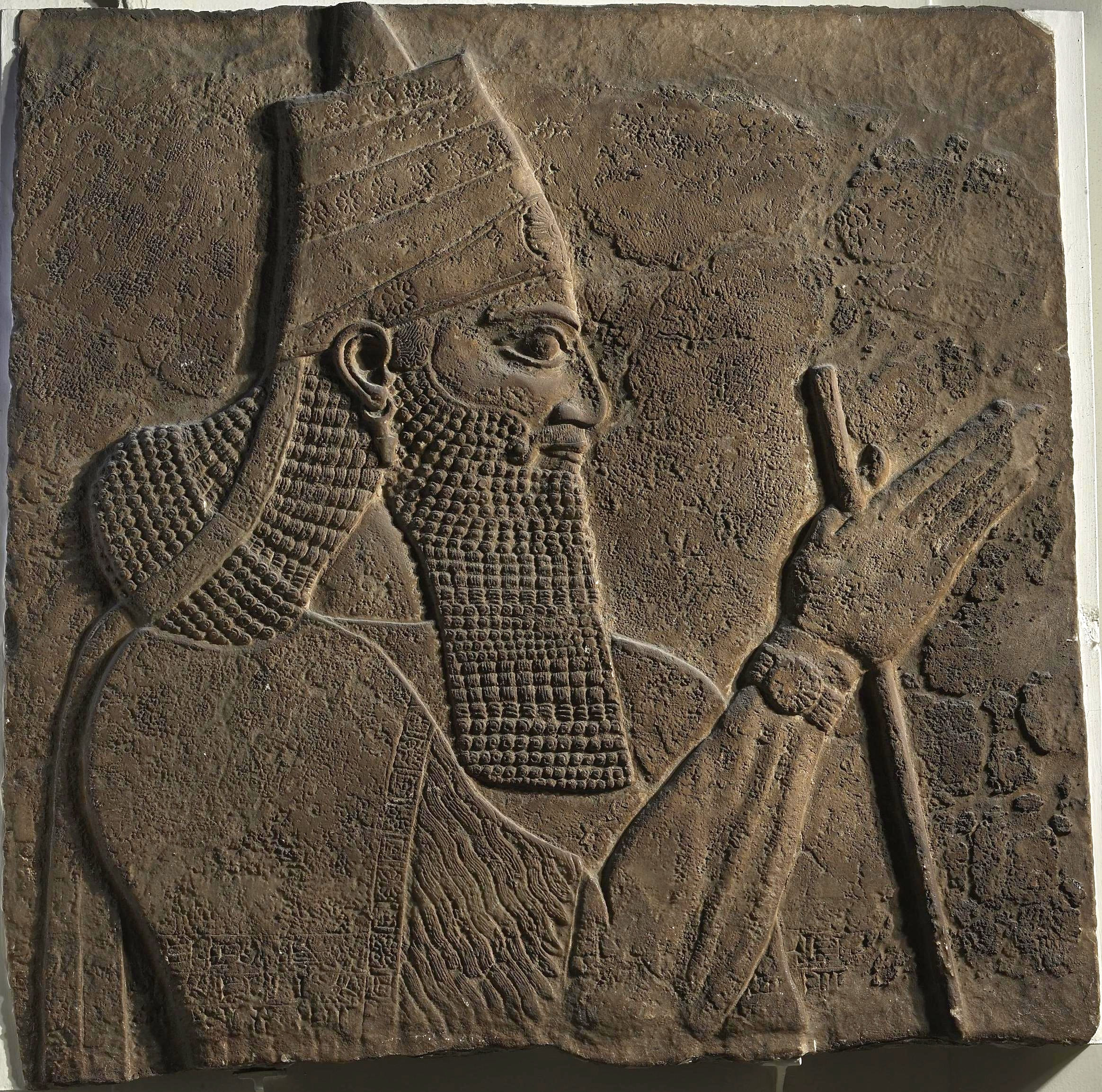
تغلث فلاسر الثالث

أتت سمسي إلى السلطة باعتبارها تابعة لآشور، خلفا للملكة العربية السابقة زبيبة، التي تنازالت لصالح سمسي. واستمر قسم زبيبة والولاء من قبل سمسي على اعتلائها العرش. حلفت بالشمس، آلهة عربية، بأنها سوف تكون مخلصة لآشور. أعطى تغلات فلاسر اعتراف رسمي لهذا الانضمام. وفي وقت لاحق، ومع ذلك، فقد غيرت رأيها وتمردت، انضمت إلى التحالف التي عمله راخيان دمشق لمحاربة الملك الآشوري تغلات فلاسر الثالث في 732 قبل الميلاد.
الجيش الآشوري في عهد الملك تغلات بلاصر الثالث (حكم 745-727 قبل الميلاد) كان قد أُخضع مؤخرا في أرض إدوم، والآن تحول اهتمامه إلى القوى المناهضة للآشوريين في شبه الجزيرة العربية وبلاد الشام. وفقا للسجلات الآشورية، هاجم تغلث فلاسر العديد من المناطق القبلية العربية وهزم سمسي في حي جبل سا-تشو-اور-ري (مكان لم تحدد). أخذ الآشوريين العديد من أسرى الحرب، 30,000 إبل، وأكثر من 20,000 ثور كغنيمة. يسجل نقش أن 9,400 من جنودها قتلوا، وبالإضافة إلى 5,000 كيس من أنواع مختلفة من التوابل، ومذابح الآلهة، والأسلحة بما في ذلك موظفين الزينة من إلهتها، وتمت مصادرة ملكياتها. كما هربت إلى الصحراء، وأضرم تغلات فلاسر النار في الخيام المتبقية في موقع المعركة. .
بعد هزيمتها، فرت سمسي إلى الصحراء , وصفها المؤرخين الآشوريين انها «فرت من أرض المعركة مثل حمر الوحش المستنفره». ولكنها لم تبقى طليقة لفترة طويلة، إذ سرعان ما اعتقلت وجلبت كأسيرة إلى تغلث فلاسر. فقام تغلث بتعيين «كيبو» أو حاكم على مملكتها وجنودها البالغين 10,000 جندي، وأعاد لها مملكتها. ويقال أيضا أنها قد هربت إلى أرض بازو واستسلمت في وقت لاحق.  شروط الاستسلام لتغلث فلاسر تضمنت دفع الجزية من قبل سمسي.
اختار الآشوريين ارجاع مملكتها لها لأنهم كانوا بحاجة إلى حاكم عربي تابع لهم من أجل الحفاظ على طريق التجارة المربحة من جنوب شبة الجزيرة العربية وصولا لأراضي المملكة الآشورية . وطلب من السبعة ممالك العربية المشاركة في التجارة أيضا أن تدفع الجزية للأشوريين مقابل توفير الأمان لتجارتهم وخصوصاً تجارة البخور؛ وكانت هذه الممالك سبعة ماسا، تيما، سابا، هايابا (عيفة)، بادانا، حاتيا، وإديبيعلو , كانت الجزية التي يجب أن يدفعها العرب الذهب والفضة , الإبل والنياق، وجميع أنواع التوابل.